# Xã Garland, Quận Brown, South Dakota
Xã Garland (tiếng Anh: Garland Township) là một xã thuộc quận Brown, tiểu bang Nam Dakota, Hoa Kỳ. Năm 2010, dân số của xã này là 64 người.